# Lac Kamichisuchistunuch
Lac Kamichisuchistunuch är en sjö i Kanada.   Den ligger i regionen Nord-du-Québec och provinsen Québec, i den östra delen av landet, 700 km norr om huvudstaden Ottawa. Lac Kamichisuchistunuch ligger 213 meter över havet. Arean är 12,7 kvadratkilometer. Den sträcker sig 5,6 kilometer i nord-sydlig riktning, och 6,8 kilometer i öst-västlig riktning.
Trakten runt Lac Kamichisuchistunuch är nära nog obefolkad, med mindre än två invånare per kvadratkilometer.